# Mercier (ancienne circonscription fédérale)
Pour les articles homonymes, voir Mercier (circonscription provinciale) et Mercier.
Mercier (aussi connue sous le nom de Montréal—Mercier) fut une circonscription électorale fédérale du Québec, située sur l'île de Montréal. Elle fut représentée à la Chambre des communes de 1935 à 2004.

## Historique
La circonscription fut créée en 1933 à partir des circonscriptions de Laval—Deux-Montagnes et Maisonneuve. En 1980, la circonscription fut renommée Montréal—Mercier. Abolie en 1987, la circonscription fut abolie et redistribuée parmi la nouvelle circonscription de Mercier et Anjou—Rivière-des-Prairies. La circonscription de Gamelin fut incorporée à la nouvelle circonscription de Mercier.
La circonscription fut abolie en 2003 et redistribuée parmi les circonscriptions de La Pointe-de-l'Île et Honoré-Mercier.
| Législature                                          | Années    | Député | Député                  | Parti                     |
| ---------------------------------------------------- | --------- | ------ | ----------------------- | ------------------------- |
| Mercier issue de Laval—Deux-Montagnes et Maisonneuve |           |        |                         |                           |
| 18e                                                  | 1935–1940 |        | Joseph Jean             | Libéral                   |
| 19e                                                  | 1940–1945 |        | Joseph Jean             | Libéral                   |
| 20e                                                  | 1945–1949 |        | Joseph Jean             | Libéral                   |
| 21e                                                  | 1949–1953 |        | Marcel Monette          | Libéral                   |
| 22e                                                  | 1953–1957 |        | Marcel Monette          | Libéral                   |
| 23e                                                  | 1957–1958 |        | Marcel Monette          | Libéral                   |
| 24e                                                  | 1958–1962 |        | André Gillet            | Progressiste-conservateur |
| 25e                                                  | 1962–1963 |        | Prosper Boulanger       | Libéral                   |
| 26e                                                  | 1963–1965 |        | Prosper Boulanger       | Libéral                   |
| 27e                                                  | 1965–1968 |        | Prosper Boulanger       | Libéral                   |
| 28e                                                  | 1968–1972 |        | Prosper Boulanger       | Libéral                   |
| 29e                                                  | 1972–1974 |        | Prosper Boulanger       | Libéral                   |
| 30e                                                  | 1974–1979 |        | Prosper Boulanger       | Libéral                   |
| 31e                                                  | 1979–1980 |        | Céline Hervieux-Payette | Libéral                   |
| 32e                                                  | 1980–1984 |        | Céline Hervieux-Payette | Libéral                   |
| Montréal—Mercier                                     |           |        |                         |                           |
| 33e                                                  | 1984–1988 |        | Carole Jacques          | Progressiste-conservateur |
| Mercier                                              |           |        |                         |                           |
| 34e                                                  | 1988–1993 |        | Carole Jacques          | Progressiste-conservateur |
| 35e                                                  | 1993–1997 |        | Francine Lalonde        | Bloc québécois            |
| 36e                                                  | 1997–2000 |        | Francine Lalonde        | Bloc québécois            |
| 37e                                                  | 2000–2004 |        | Francine Lalonde        | Bloc québécois            |
| Dissoute parmi La Pointe-de-l'Île et Honoré-Mercier  |           |        |                         |                           |

## Géographie
En 1933, la circonscription comprenait:
- Une partie de la ville de Montréal
- Les villes de Montréal-Nord, Saint-Michel-de-Laval, Saint-Léonard-de-Port-Maurice, Montréal-Est et Pointe-aux-Trembles
- Les paroisses de Rivière-des-Prairies, Saint-Jean-de-Dieu
- Les municipalités de Pont-Viau et de Laval-des-Rapides

En 1966,
- La cité de Pointe-aux-Trembles
- Les villes d'Anjou et Montréal-Est
- Une partie de la ville de Montréal

En 1987,
- La ville de Montréal-Est
- Une partie de la ville de Montréal